# Novembre 1816

## Événements
- Élection présidentielle américaine de 1816 : le républicain démocrate James Monroe est élu président des États-Unis après avoir battu Rufus King, sénateur de New York, soutenu par le Parti fédéraliste.
- Départ de Saint-Louis de l'expédition de Peddie et Campbell au Fouta-Djalon et en Sierra Leone[1].

- 4 novembre, France : Honoré de Balzac en droit pour obtenir le diplôme de bachelier.

- 7 novembre : victoire espagnole sur les insurgés mexicains à la bataille de Cañada de Los Naranjos[2].

- 19 novembre :
  - Fondation de l’université de Varsovie[3].
  - Bataille d'India Muerta[4]. L’Uruguay, en révolte contre l’Espagne, est annexé par le Brésil (fin en 1828).

## Naissances
- 24 novembre : William Crawford Williamson (mort en 1895), naturaliste britannique.
- 25 novembre : Lewis Morris Rutherfurd (mort en 1892), homme de loi puis astronome américain.